# Anna Elissa Radke
Anna Elissa RADKE, nacida en Hamburgo el 21 de junio de 1940, es una filóloga alemana, teóloga y poetisa insigne en lengua latina contemporánea.

## Biografía
Primero estudió en su ciudad natal y luego en la Universidad de Marburgo donde realizó cursos de filosofía, filología clásica (lenguas y literatura griegas y latinas) y teología cristiana (evangélica). Como profesora de secundaria comenzó a publicar poesía en alemán y latín. Es una de las más importantes poetisas contemporáneas en lengua latina.
Es madre del profesor Gyburg Uhlmann (n. en 1975) quien fue distinguido en 2006 con el premio Leibnitz.

## Un poema en honor de la poetisa.
El poeta latino belga Alain van Dievoet (en latín Alaenus Divutius) escribió el siguiente poema en su honor:  
AD ANNAM ELISSAM RADKE
Miles indefessa Novem Sororum
Montibus quae sunt et erunt canentes
Deliis, reddant tibi mille grates,
carmina propter.

Nam quis ausit, liberior poeta,
te altius Parnassi ad acumen ire,
ebrio non lassus aquas equinas
ebibere haustu.

Aut quis ascendet glaciale culmen,
candido passu, propius, viator
frigidum scandens Helicona solus
alite verbo?

## Obras
- 1982: Musa exul, 1982.
- 1990: Mein Marburger Horaz, 1990.
- 1992: Katulla, 1992.
- 1992: Harmonica vitrea, P. Lang, 1992 (ISBN	3631445962).
- 1995: In reliquiis Troiae, 1995.
- 1998: Ars paedagocica, 1998.
- 2000: "Ad Ingam Pessarra sexagenariam" (carmen), en Melissa, n° 95, año 2000, p. 13
- 2000: "Ad Patrem Caelestem morbo diabetae laborantem" (carmen), en Melissa, n° 95, anno 2000, p. 13
- 2000: "Ad Franciscam" (carmen), en Melissa, n° 95, año 2000, p. 13
- 2000: "Carmen consolatorium Alano dedicatum", en Melissa, n° 99, año 2000, p. 5.
- 2000: "Vertumnus et Pomona. Carmen Valahfrido et Soniae dedicatum”, en Melissa, n° 99, año 2000, p. 5.
- 2000: Hoc praedicat sol oriens . Hymni oecumenici in Latinum versi ab Anna Elissa Radke, Moguntiae (Maguncia), ed. Septimana Latina Amoeneburgensis et LVPA, 2000, 24 págs.
- 2001: "Ad merulam quandam Bruxellensem" (carmen), en Melissa, n° 101, año 2001, p. 15.
- 2001: "Pour Madame le Professeur Jacqueline Hamesse", (carmen) en Melissa, n° 103, año 2001, p. 14
- 2001: "Discipulis lingua Latina non colenda est, sed linguae Latinae discipuli!", en Melissa, n° 104, anno 2001, pp. 8-12.
- 2001: "De pugna contra terrorismum" (carmen), en Melissa, n° 104, año 2001, p. dieciséis.
- 2002: "Ad festum Nativitatis Christi en Bactria celebratum a. MMI" (carmen), en Melissa, n° 106, año 2002, p. 9.
- 2008: "Ad Norbertum Thiel qui obiit d. 15. m. Jul. a. 2008 / Idibus Juliis a. MMVIII°", (carmen), en Melissa, n° 145, año 2008, p. 6.
- 2009: Cantica spiritualia. Geistliche Lieder, Ökumenische Kirchenlieder in lateinischer Übersetzung, Melodien gesetzt von Vinfridus Czapiewski, Oberhausen, Verlag Karl Maria Laufen, 2009, 115 págs.
- 2009: Iubila natalicia vel antithreni ( contra threnos Iohannis Cochanovii ), Fundacja Nauki i Kultury na Slasku, Opoliae, 2009.
- 2010: O Täler weit. . . O valles patulae . . ., Florilegium Eichendorffianum, carmina selecta Josephi de Eichendorff transtulit in lingua latinam Anna Elysia Radke, Opoliae-Lubovitii, ed. Fundacja Nauki i Kultury na Slasku/Joseph von Eichendorff-Oberschlesisches Kultur-und Begegnungszentrum en Lubowitz, 2010.
- 2011: "Ad nationem Aegyptiam (11.02.2011)" (carmen), en Melissa, n° 161, Bruxellis, 2011, p. 15.
- 2012 : "Epitaphium Marco, fratri Alani Van Dievoet, dedicatum, qui obiit 21.04.2012" (Epitaphium Marco Van Dievoet dicatum), en Melissa, n° 168, Bruxellis, 2012, p. 16.
- 2012: Lanx satura memorabilium anni MMXI = Erinnerungsschale 2011. Cum praef. Fidelis Raedle, Opoliae : Fundacja Nauki i Kultury na Śla̜sku, 2012 (ISBN 978-83-917-5469-6 ).
- 2012 : Finis amorum / Letzte Liebe, praefationem scribebat Gerardus Alesius, Vindobonae, Praesens Verlag, 2012 ( ISBN 978-3-7069-0655-5 ).
- 2015: Dialogi : lateinische Theaterstücke für die Schule, Würzburg : Königshausen & Neumann, 2015 (ISBN 978-3-8260-5803-5).
- 2016: Quam mirabilis est Panama!, Secundum libellum puerilem theodiscum "Oh, wie schön ist Panama" a poeta et pictore Janosch compositum, Fundacja Nauki i Kultury na Śląsku "Silesia", 2016 (ISBN 8393501660).
- 2016: Aliquid de pumilionibus = Etwas von den Wurzelkindern / Sibylle von Olfers ; latinitate exornatum ab Anna Elissa Radke, Neckarsteinach : Edition Tintenfaß [2016] (ISBN 978-3-946190-12-7 ).
- 2017: Arengulus : carmina miscellanea rete poetico capta, Heidelberg : Mattes Verlag, 2017 (ISBN 978-3-86809-115-1).
- 2018: Amor Pontifex oder Europäische Epigramme : Ausgewählte «Römische Epigramme» des Sinan Gudžević, Lateinisch und Deutsch. Übersetzt und mit kommentierenden Gedichten fortgesetzt von Anna Elissa Radke, Berlin : Peter Lang GmbH, Internationaler Verlag der Wissenschaften, 2018 (ISBN 9783631767368).
- 2019: Asylum poeticum - Kunst als Schutzraum, Ilmtal-Weinstraße : Jonas, [2019] (ISBN 978-3-89445-572-9).
- 2020: Corona Spinea : covid19. Prólogo en latín de Dirk Sacré y prólogo en alemán de Monika Rener, Heidelberg : Manutius, 2020 (ISBN 978-3-944512-29-7).
- 2021: De musis, Heidelberg : EditionZeno Manutius, 2021 (ISBN 978-3-944512-33-4 Broschur).
- 2021: Aydin et Aleyna linguam latinam amant, Heidelberg : EditionZeno Manutius, 2021.
- 2022: Laudes Ucrainae / Lob der Ukraine, Opole: Fundacja Nauki i Kultury na Śla̜sku 2022 (ISBN 978-83-952735-4-4).
- 2023: Laudes Ucrainae. Gedichte. Würzburg: Verlag Königshausen & Neumann, ca. 360 Seiten (ISBN 978-3-8260-7875-0).[2]